# Épaignes
Épaignes és un municipi francès situat al departament de l'Eure i a la regió de Normandia. L'any 2007 tenia 1.247 habitants.

## Demografia

### Població
El 2007 la població de fet d'Épaignes era de 1.247 persones. Hi havia 481 famílies, de les quals 110 eren unipersonals (45 homes vivint sols i 65 dones vivint soles), 167 parelles sense fills, 188 parelles amb fills i 16 famílies monoparentals amb fills.
La població ha evolucionat segons el següent gràfic:
Habitants censats

### Habitatges
El 2007 hi havia 616 habitatges, 488 eren l'habitatge principal de la família, 103 eren segones residències i 26 estaven desocupats. 577 eren cases i 31 eren apartaments. Dels 488 habitatges principals, 322 estaven ocupats pels seus propietaris, 157 estaven llogats i ocupats pels llogaters i 8 estaven cedits a títol gratuït; 5 tenien una cambra, 27 en tenien dues, 107 en tenien tres, 159 en tenien quatre i 190 en tenien cinc o més. 441 habitatges disposaven pel capbaix d'una plaça de pàrquing. A 284 habitatges hi havia un automòbil i a 155 n'hi havia dos o més.

### Piràmide de població
La piràmide de població per edats i sexe el 2009 era:
| Homes | Edats   | Dones |
| ----- | ------- | ----- |
| 0     | 95 o +  | 0     |
| 0     | 90 a 94 | 8     |
| 8     | 85 a 89 | 8     |
| 8     | 80 a 84 | 24    |
| 20    | 75 a 79 | 16    |
| 20    | 70 a 74 | 28    |
| 28    | 65 a 69 | 24    |
| 36    | 60 a 64 | 40    |
| 24    | 55 a 59 | 20    |
| 48    | 50 a 54 | 52    |
| 44    | 45 a 49 | 44    |
| 16    | 40 a 44 | 28    |
| 20    | 35 a 39 | 20    |
| 60    | 30 a 34 | 64    |
| 28    | 25 a 29 | 44    |
| 32    | 20 a 24 | 28    |
| 16    | 15 a 19 | 20    |
| 36    | 10 a 14 | 52    |
| 40    | 5 a 9   | 60    |
| 36    | 0 a 4   | 24    |

## Economia
El 2007 la població en edat de treballar era de 781 persones, 551 eren actives i 230 eren inactives. De les 551 persones actives 511 estaven ocupades (281 homes i 230 dones) i 41 estaven aturades (10 homes i 31 dones). De les 230 persones inactives 64 estaven jubilades, 62 estaven estudiant i 104 estaven classificades com a «altres inactius».

### Ingressos
El 2009 a Épaignes hi havia 512 unitats fiscals que integraven 1.266 persones, la mediana anual d'ingressos fiscals per persona era de 16.339 €.

### Activitats econòmiques
Dels 87 establiments que hi havia el 2007, 3 eren d'empreses alimentàries, 6 d'empreses de fabricació d'altres productes industrials, 24 d'empreses de construcció, 21 d'empreses de comerç i reparació d'automòbils, 1 d'una empresa de transport, 5 d'empreses d'hostatgeria i restauració, 1 d'una empresa d'informació i comunicació, 2 d'empreses financeres, 2 d'empreses immobiliàries, 12 d'empreses de serveis, 5 d'entitats de l'administració pública i 5 d'empreses classificades com a «altres activitats de serveis».
Dels 34 establiments de servei als particulars que hi havia el 2009, 1 era una oficina de correu, 6 tallers de reparació d'automòbils i de material agrícola, 6 paletes, 8 fusteries, 3 lampisteries, 2 electricistes, 2 empreses de construcció, 3 perruqueries, 2 restaurants i 1 agència immobiliària.
Dels 3 establiments comercials que hi havia el 2009, 1 era una botiga de més de 120 m², 1 una botiga de menys de 120 m² i 1 una fleca.
L'any 2000 a Épaignes hi havia 60 explotacions agrícoles que ocupaven un total de 1.288 hectàrees.

## Equipaments sanitaris i escolars
L'únic equipament sanitari que hi havia el 2009 era una farmàcia.
El 2009 hi havia una escola elemental integrada dins d'un grup escolar amb les comunes properes formant una escola dispersa.

## Poblacions més properes
El següent diagrama mostra les poblacions més properes.